# ジェニファー・ウォーンズ
ジェニファー・ウォーンズ（Jennifer Warnes、1947年3月3日 - ）は、アメリカ出身の歌手。

## 経歴
ワシントン州シアトルに生まれ、カリフォルニア州アナハイムで育った。
1968年、デビュー・アルバム『I Can See Everything』を発表。1971年にレナード・コーエンと出会い、1972年から1979年までコーエンのヨーロッパ・ツアーに同行した。『最近の唄 (Recent Songs)』ほかコーエンの様々なアルバムのレコーディングに参加した。
1976年に発表したシングル「星影の散歩道（Right Time of the Night）」が翌年に大ヒット。ビルボードのイージーリスニング・チャートで1位を記録した。
1979年公開の映画『ノーマ・レイ』の主題歌「流れのままに」がアカデミー歌曲賞を受賞した。
1982年公開の映画『愛と青春の旅だち』の主題歌「愛と青春の旅だち（Up Where We Belong）」をジョー・コッカーとデュエット。Billboard Hot 100で1位を記録し、アカデミー歌曲賞を受賞した。
1987年公開の映画『ダーティ・ダンシング』の主題歌、「タイム・オブ・マイ・ライフ ((I've Had) The Time of My Life)」を元ライチャス・ブラザーズのビル・メドレーとデュエット。これもBillboard Hot 100で1位を記録。ゴールデングローブ賞、グラミー賞、アカデミー歌曲賞を受賞した。
1992年、アルバム『ザ・ハンター』をリリース。本作は優秀録音盤としてオーディオマニアから高い評価を得ている。

## ディスコグラフィ

### リーダー・アルバム
- I Can Remember Everything (1968年、Parrot)
- See Me, Feel Me, Touch Me, Heal Me (1969年、Parrot)
- 『ジェニファー』 - Jennifer (1972年、Reprise)
- 『ジェニファー・ウォーンズ』 - Jennifer Warnes (1976年、Arista)
- 『ハートで一撃』 - Shot Through The Heart (1979年、Arista)
- 『ソング・オブ・バーナデット〜レナード・コーエンを歌う』 - Famous Blue Raincoat (1986年、Cypress)
- 『ザ・ハンター』 - The Hunter (1992年、Private Music)
- The Well (2001年、Music Force/Cisco)
- Another Time, Another Place (2018年、Music BMG Rights Management (US) LLC)

### コンピレーション・アルバム
- 『ベスト・オブ・ジェニファー・ウォーンズ』 - Best of Jennifer Warnes (1982年、Arista) ※旧邦題『想い出に誘われて』
- Just Jennifer (1992年、Deram Germany)
- 『大人の恋の物語』 - Love Lifts Us Up: A Collection 1968-83 (2004年、Raven Australia)

### シングル
- 「輝く星座」 - "Let The Sunshine In (The Flesh Failures)" / "Easy to Be Hard" (1969年)
- 「星影の散歩道」 - "Right Time of the Night" (1976年)
- "I'm Dreaming" (1977年)
- 「アイ・ノウ・ア・ハートエイク」 - "I Know a Heartache When I See One" (1979年)
- "Don't Make Me Over" (1979年)
- "When the Feeling Comes Around" (1980年)
- "Could It Be Love" (1981年)
- "Come to Me" (1982年)
- 「愛と青春の旅だち」 - "Up Where We Belong" (1982年) ※デュエット with ジョー・コッカー。映画『愛と青春の旅だち』主題歌
- 「夜は永遠に」 - "Nights Are Forever" (1983年) ※映画『トワイライトゾーン/超次元の体験』サウンドトラック収録
- "All the Right Moves" (1983年) ※デュエット with クリス・トンプソン。映画『トム・クルーズ/栄光の彼方に』サウンドトラック収録
- "Simply Meant To Be" (1987年) ※デュエット with ゲイリー・モリス。映画『ブラインド・デート』サウンドトラック収録
- "Ain't No Cure for Love" (1987年)
- "First We Take Manhattan" (1987年)
- "Bird on the Wire" (1987年)
- 「タイム・オヴ・マイ・ライフ」 - "(I've Had) The Time of My Life" (1987年) ※デュエット with ビル・メドレー。映画『ダーティ・ダンシング』サウンドトラック収録
- "Rock You Gently" (1992年)
- "True Emotion" (1992年)
- "The Whole of the Moon" (1993年)